# Marcelo Tejeda
Marcelo Javier Tejeda Brugnoli (sinh ngày 5 tháng 8 năm 1986 ở Santa Ana, El Salvador) là một cầu thủ bóng đá người El Salvador gốc Uruguay. Tejeda là con trai của cựu cầu thủ bóng đá Uruguay Julio "Chacho" Tejeda.

## Sự nghiệp
Anh bắt đầu sự nghiệp thi đấu cho nhiều câu lạc bộ ở Uruguay, trong đó bao gồm C.A. Cerro, Liverpool Montevideo, Bella Vista, Fenix, Institución Atlética Potencia.
Tejeda gia nhập Luis Ángel Firpo cho mùa giải 2013, giúp đội bóng giành chức vô địch trước khi ký bản hợp đồng 2 năm cùng với Atlético Marte.